# Bartolomeu Perestrelo
Bartolomeu Perestrelo (circa 1395 – vor 1458), ein portugiesischer Edelmann, war zusammen mit João Gonçalves Zarco und Tristão Vaz Teixeira einer der Entdecker von Madeira im Jahr 1419 oder 1420.

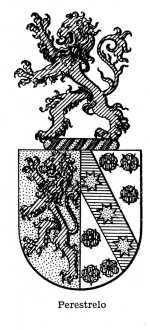
Wappen der Familie Perestrelo

## Leben
Vermutlich ist er der Sohn von Filippo Pallastrelli, einem Kaufmann aus Italien, der gegen Ende des vierzehnten Jahrhunderts in Lissabon ankam.
Er wurde ein Ritter des Hauses des Infanten Johann I. und später des Infanten Heinrich.
Es ist gerade die letztere, als Meister des Christusorden, dem Inhaber der Inseln, die ihm die Verwaltung des Kapitanats von Porto Santo zuteilte, während die Verwaltung von Funchal und Machico an Zarco und Tristão Vaz Teixeira übertragen wurde.
Die Besiedlung des Kapitanats begann 1428 und war von Anfang an die am wenigsten wohlhabende von den dreien und wurde ständig durch Hunger und Piraterie geplagt.
Eine alte Legende gibt Perestrelo eine gewisse Verantwortung für die spärliche Vegetation der Insel Porto Santo; diese besagt, dass er bei seiner ersten Landung auf der Insel, ein trächtiges Kaninchen unter den Habseligkeiten hatte, das entlaufen konnte und mit ihren Nachkommen die Insel bevölkerte. Diese hatten auf der Insel keine natürlichen Feinde und seien verantwortlich für die Zerstörung der Vegetation.
Er war der Vater der ersten Frau des Christoph Kolumbus, Filipa de Perestrelo e Moniz.

## Frühe Verwaltung der Provinz von Porto Santo
Perestrelo zeigte sich bald unzufrieden mit dem übertragenen Kapitanat und wollte nach Portugal zurückkehren, wo er jedoch durch Heinrich zur Rückkehr nach Porto Santo gezwungen wurde.
Perestrelo starb vor 1458, und das Kapitinat ging in die Hände der Witwe Isabel Moniz über, um dieses für ihren minderjährigen Sohn Bartolomeu zu verwalten. Bereits 1458 verkaufte dieser für 300.000 Reais das Kapitanat gegen eine Zahlung von mehr als 30.000 jährlichen Zinsen an Pedro Correia da Cunha, der später dessen Stieftochter Isoa Perestrelo heiratete. Pedro Correia da Cunha war somit 2. Kapitän-General auf der Insel Porto Santo, zog dann weiter zu den Azoren, wo sie sich auf der Insel Graciosa niederließen.
1473 konnte der Jüngere Perestrelo König Alfons V. dazu bewegen ihm das Kapitanat zurück zu übertragen, welches ihn zum 3. Kapitän-General und das Kapitinat für einige Generationen an die Abstammungslinie der Perestrelo zurückbrachte. Deren Verwaltung war jedoch so schmerzlich und arrogant, und auch gemischt mit verschiedenen Blutverbrechen, dass sie bald von der Inselbevölkerung verhasst waren.